# Ponca (Nebraska)
Ponca je grad u američkoj saveznoj državi Nebraska. Prema popisu stanovništva iz 2010. u njemu je živjelo 961 stanovnika.